# Ordonnance du 10 janvier 1943
L’ordonnance du 10 janvier 1943 est une ordonnance prise par le régime de Vichy en janvier 1943, constituant une pièce centrale de la censure sous l'occupation allemande en France.
Elle dispose qu'est « défendue toute publication qui nuit au prestige du Reich allemand, qui est préjudiciable à l'ordre et au calme dans les territoires occupés ou qui met en danger la sécurité des troupes d'occupation ».
L'ordonnance oblige les journaux à collaborer et engendre l'apparition de journaux clandestins distribués par des résistants en secret, en risquant leur vie.

## Contexte
La presse est rationnée sous le Régime de Vichy : de 138 millions de tonnes de matières premières consommées en 1940, on tombe à 65 millions en 1943. L'Allemagne subventionne alors la France en échange d'un contrôle de la presse. L'ordonnance du 10 janvier 1943 n'est cependant pas la première, l'ordonnance du 18 octobre 1940 stipulait que les individus qui souhaitaient créer un journal devaient fournir des preuves de leur « aryanité ». Les Allemands imposent l'hégémonie idéologique du Reich et s'emparent des agences d'information ; Havas est transformée en Agence française d'information de la presse (AFIP) et est alimentée par l'agence DNB. Vichy crée alors l'Office français d'information (OFI). Le 6 janvier 1943, le Secrétariat général à l'Information va plus loin et mise sur l'autocensure des journaux. En signant avec la Fédération nationale des journaux, ils s'engagent à défendre la ligne politique de Vichy. Cependant les signataires s'exposent à de lourdes sanctions pouvant aller jusqu'à la suspension de leur journal.